# Borchardt C93
Borchardt C93 (от Construktion 93) — первый в мире удачный самозарядный пистолет системы немецкого конструктора Гуго Борхардта, главного инженера немецкой оружейной фирмы «Людвиг Лёве и Ко». В 1896 г. эту фирму поглотила DWM — германская фабрика по производству оружия и боеприпасов, основанная в 1889 году, г. Карлсруэ, земля Баден-Вюртемберг). В 1896 году штаб-квартира DWM переместилась в Берлин на Кайзерин-Августа-аллее.
Первый действующий образец пистолета появился в начале 1893 года. В том же году его конструкция была запатентована в Англии, а затем ещё в девяти странах, включая Германию, Францию, Италию и США. В 1895 г. в России по ходатайству инженеров-технологов Каупе и Чекалова Борхардту была выдана привилегия (патент) сроком на 10 лет на «Повторительный пистолет, действующий отбоем».
Хорошие баллистические характеристики, надежность оружия, а также наличие съёмного приклада позволяло указывать в каталогах пистолет Борхардта как «пистолет-карабин» — универсальное оружие охотников и путешественников.
Создание пистолета Борхардта послужило основой для развития реализованных в нём конструктивных решений.

## История создания
Идея создания пистолета, при использовании которого можно было бы, не заряжая его и при этом не совершая каких-либо иных действий, кроме нажатия на спусковой крючок, стрелять несколько раз, возникла за годы до конструкции Борхардта. Однако этой идее мешали патроны с дымным порохом, продукты сгорания которого не позволяли добиться надёжности. Также эта идея была трудноосуществимой из-за постоянной нехватки боеприпасов в армии — на магазинных винтовках того времени, например, на «ковбойских» винчестерах со скобой Генри, даже начинающий стрелок мог за минуту отстрелять 30 патронов, а после тренировки — более 60. Самозарядное оружие потребовало бы ещё большего расхода боеприпасов, что приводило к весьма малому распространению всякого самозарядного оружия приблизительно до англо-бурской войны. Первые экспериментальные образцы, выпущенные в большом количестве, возникли в Австро-Венгрии. К их числу принадлежит пистолет Шёнбергера образца 1892 года, использовавший пятипатронную обойму и неотъёмный магазин, расположенный, как у появившегося позже маузера, перед спусковой скобой.

## Конструкция
Пистолет конструктивно состоит из: рамки с щёчками рукоятки и предохранителя; возвратной пружины с кожухом; спускового крючка с крышкой и пружиной; ствола со ствольной коробкой, шепталом и разобщителем; затвора с кривошипно-шатунным механизмом и соединительными осями; съёмного коробчатого магазина, съёмного приклада.
У пистолета отсутствует затворная задержка. Предохранитель оружия представляет собой перемещающуюся в пазе с правой стороны рамки пистолета кнопку. В верхнем положении кнопки (положение на предохранителе) происходит блокировка перемещения ствольной коробки по направляющим и также блокируется шептало. Рядом с кнопкой предохранителя расположена кнопка фиксатора магазина, которая подпружинена одной пластинчатой пружиной с кнопкой предохранителя.
Прицельные приспособления пистолета состоят из треугольной мушки, расположенной на стволе и целика, расположенного в задней части рамки пистолета.
Съёмный деревянный приклад крепится к оружию с помощью Т-образного выступа, расположенного на кожухе возвратной пружины. Масса оружия с неснаряжённым магазином и без приклада 1270 г, длина оружия без приклада 352 мм, с прикладом 680 мм, длина ствола 190 мм или 154 мм, ширина пистолета 47 мм, высота 137 мм, ёмкость магазина 8 патронов.
Автоматика пистолета Borchardt С-93 использует короткий ход ствола при отдаче. Запирание затвора осуществляется за счёт кривошипно-шатунного механизма. В момент выстрела пороховые газы воздействуют не только на пулю, но и на донную часть гильзы. За счёт полученной энергии ствол, затворная коробка вместе с затвором по направляющим рамки пистолета отходят назад. Пройдя небольшое расстояние, ролики задней части рычага затвора упираются в заднюю часть рамки пистолета, имеющую форму горки, благодаря чему ролики начинают движение вверх по этой горке, в результате чего рычаги затвора складываются, выходя из горизонтального положения (мёртвой точки) при котором ствол оставался запертым. После выхода рычагов из «мёртвой точки» затвор продолжает движение назад, извлекая гильзу из патронника. При этом специальный выступ рычага, примыкающего к затвору, взводит ударник, сжимая боевую пружину. В крайнем заднем положении на рычаги затвора через специальную серьгу начинать воздействовать возвратная пружина, представляющая собой две металлические полосы, которые уложены в задней части пистолета в кожухе. Под действием возвратной пружины затвор устремляется вперёд, захватывая из магазина и досылая в патронник очередной патрон, при этом ударник фиксируется шепталом и таким образом становится на боевой взвод. В крайнем переднем положении затвор вновь запирается и пистолет готов к производству следующего выстрела.
Пистолет был разработан под созданный Борхардтом оригинальный патрон 7,65 мм Borchardt. Пистолет имел отличную скорострельность — 72 выс/мин., патрон 7,65 мм Borchardt позволял придать 5,5-граммовой пуле начальную скорость 385 м/с. Благодаря высокой скорости пули и достаточной длине ствола пистолет имел очень неплохую кучность. Этот патрон в дальнейшем послужил прототипом для боеприпасов  к пистолетам Бергмана, Манлихера, Маузера, Токарева и Намбу.
На пистолете Borchardt C-93 применён ряд совершенно новых для того времени технических решений и используемых практически во всех последующих образцах пистолетов. В числе этих нововведений:
- Расположение патронов в рукоятке оружия в отъёмном магазине ёмкостью на восемь патронов.
- Удобная кнопочная защёлка магазина, располагаемая с левой стороны рамки пистолета.
- Гильза патрона бутылочного типа.
- Применение прочной металлической оболочки для свинцовой пули.
- Применение на донце гильзы проточки для устройства, извлекающего гильзы вместо фланца.

Два последних технических решения обусловлены тем, что патроны с выступающей закраиной неудобны для размещения в магазине, а мягкая свинцовая пуля подвержена деформациям при досылке из магазина в патронник. Патрон Борхардта сразу же был использован Йозефом Федерле и его двумя братьями, разрабатывавшими на заводах Пауля Маузера широко известный впоследствии пистолет Маузер К96. Однако при этом заряд патрона был усилен за счёт использования пороха лучшего качества и большей навески заряда. Много позднее этот патрон был применён для пистолетов и пистолетов-пулемётов, создававшихся советскими конструкторами (например, для пистолета ТТ и пистолета-пулемёта ППШ). Этот же патрон, но в несколько укороченном (с 35 мм до 30 мм) виде использовался в пистолете немецкого конструктора Георга Люгера и в японском пистолете «Намбу» конструкции генерала Кийиро Намбу.
Магазин пистолета на восемь патронов свёрнут из листовой стали с семью отверстиями для контроля числа патронов. В магазинах ранних выпусков установлена подающая пружина, склёпанная из 12 одинаковых стальных пластинок. В 1895 году пластинчатую пружину заменили на две витые, а корпус магазина получил рёбра жёсткости в виде неглубоких выштамповок на боковинах. Дно магазина выполнено из орехового дерева. Щёчки рукоятки пистолета также выполнены из орехового дерева и крепятся к рамке винтами по одному для каждой щёчки. Пистолет Borchardt C-93 снабжён приставным деревянным прикладом с прикреплённой к нему кожаной кобурой. Среди многочисленных конструкций, авторы которых пытались создать самозарядное короткоствольное оружие, пистолет Borchardt C-93 существенно выделялся в лучшую сторону. Отличался он точностью изготовления и отличной отделкой, хорошим боем и высокой скорострельностью.

## Оценки современников
Появление пистолета Borchardt C-93 вызвало поток восторженных отзывов в прессе. Тот временной период характерен многочисленными попытками оружейных фирм создать в противовес револьверам оружие, в котором процесс перезаряжания производился бы с помощью энергии выстрела. Но все они, по сравнению с неожиданно появившимся пистолетом Borchardt C-93, выглядели весьма посредственными.
Вот как, например, оценивал пистолеты Борхардта и Маузера российский кавалерийский офицер — ротмистр барон Каульбарс:

Пистолет Борхардта имеет в противоположность с другими системами то удобство, что:
1. Его в две секунды можно зарядить в темноте.
2. При полном магазине он всё-таки не заряжен и ударник не взведён, между тем как «Маузер» заряжен и курок взведён.
3. «Борхардт» в одну секунду разряжен, а «Маузер» можно разрядить только выстрелами или открыть затвор и высыпать патроны в руку по очереди, действуя затвором обоймы, нужной, однако же, для нового заряжания уже нет.

Вместе с этим пистолет Borchardt C-93 выглядел довольно неуклюже из-за выступающего далеко назад затыльника рамки и кожуха, прикрывающего возвратную пружину. Отсутствие затворной задержки и указателя наличия патрона в патроннике не позволяет контролировать расход боеприпасов и определить, заряжен ли пистолет. Асимметричное расположение спусковой скобы и спускового крючка (они смещены влево относительно канала ствола, вероятно, для лучшей эргономики), затрудняет использование пистолета стрелком-левшой или в случае ранения в правую руку. Недостатки конструкции рычажно-шарнирного механизма: наличие трех съёмных не фиксирующихся ничем, кроме ствольной коробки, осей, скрепляющих весь затворный узел, делает опасной разборку пистолета в полевых условиях из-за возможности потери осей. Кроме того, у пистолета при ручном взведении затвора не всегда происходит запирание затвора из-за того, что рычаги не всегда полностью распрямляются и встают в «мёртвую точку», особенно при загрязнении механизма пистолета. Наличие двух винтов и более семидесяти деталей осложняет разборку пистолета для чистки и устранения задержек. Кроме того, большая масса и длина пистолета не в полной мере отвечают требованиям к индивидуальному короткоствольному стрелковому оружию.
В России пистолет Borchardt C-93 получил сдержанную оценку. Из документов 1898 г. следует, что при испытаниях комиссией ГАУ пистолет исправно функционировал только при хорошо смазанных частях. При загрязнении и запылении у него начинались отказы. В выводах комиссии, в частности, отмечалось:

…Полная разборка и сборка пистолета требуют такой сноровки и вообще так затруднительны, что производство их нижними чинами не может быть допущено без значительного риска испортить оружие. Механизм пистолета Borchardt C-93 очень чувствителен к влиянию пыли; требует для исправного действия постоянной и обильной смазки… для предупреждения нечаянного выстрела необходимо производить закрепление пружин ударника особым предохранителем… по забывчивости или недосмотру этот приём не всегда будет соблюдаем, тем более, что нет ясного различия между поднятым и опущенным положениями предохранителя…

## Разновидности, маркировка и серийные номера
Сам Борхардт, будучи многоплановым изобретателем, не занимался модернизацией своего детища. Возможно, поэтому его оружие так и не получило широкого распространения. Пистолет Борхардт К93 никогда не изготавливался в больших количествах — считается, что всего было выпущено приблизительно 3000 экземпляров данного оружия.
Вместе с тем, можно выделить пять основных разновидностей пистолета Borchardt (I-V). Кроме того, существовали и так называемые переходные модели пистолета Борхардт К93, которые имели черты двух или более разновидностей.
Первые пистолеты, выпуск которых Лёве освоил в 1894 году, снабжались надписью WAFFENFAB-RIK/LOEWE/BERLIN, которая состояла из трех строчек и наносилась на патроннике. На соединительном рычаге стояло клеймо «DRP 75837», а на правой стороне рамки значилось SYSTEM BORCHARDT PATENT. До первого января 1897 года было выпущено чуть больше 1000 штук. Затем Лёве завладел «Дойче Металл-патроненфабрик» в Карлсруэ и переименовал свой новый консорциум в «Дойче Ваффен унд Муниционсфабрикен» или ДВМ. Пистолеты, выпущенные после января 1897 года, снабжались маркировкой SYSTEM BORCHARDT/DEUTCHE WAFFEN UND MUNITIONSFABRIKEN/BERLIN, идущей в три строки по правой стороне рамки. Клеймо на рычаге с номером патента при этом сохранялось.
Основные разновидности:
- I и II. Пистолеты с коротким (154 мм) или длинным (190 мм) стволом, выпущенные в качестве опытных образцов. Известные серийные номера данных разновидностей: с коротким столом — 6, 8; с длинным столом – 3, 4, 7, 17, 25.
- III. Пистолеты периода подготовки к серийному производству. Известные серийные номера данной разновидности: 13, 27.
- IV. Оружие, выпущенное на предприятии Loewe. Серийные номера данной разновидности — 19, 27 и приблизительно до 110.
- V. Оружие, выпущенное на предприятии DWM, произведенное после 1896. Серийные номера данной разновидности — приблизительно от 110 до 3000. Самый большой из всех известных на сегодня серийных номеров данных пистолетов – 3013.

В настоящее время пистолет Борхардта является украшением любой оружейной коллекции, а цена каждого экземпляра исчисляется десятками тысяч долларов США.

## Пистолет Люгера
Идеи Борхардта получили логическое завершение в пистолете «Парабеллум», созданном ближайшим помощником изобретателя инженером фирмы DWM Георгом Люгером. Не придумав ничего нового, он просто переконструировал оружие своего предшественника, но так удачно, что этот пистолет приобрёл чрезвычайно большое распространение и всеобщее признание. В патентах Георга Люгера имя Борхардта не фигурирует.
В 1894 году Люгер отправился в США, чтобы предложить пистолет Борхардта для принятия его на вооружении американской армии, однако эксперты забраковали эту модель из-за наличия множества изъянов. Учтя критику, Люгер создал свой пистолет, который был настолько совершенен для своего времени, что оставался на вооружении армии вплоть до 1945 года. При этом Люгеру пришлось внести несколько основных изменений:
- облегчить вес пистолета (с 1310 до 880 граммов);
- укоротить заднюю часть его позади рукояти;
- заметно укоротить сам пистолет;
- сделать пистолет под бездымный патрон с тем же калибром, но короче на 4 мм из-за разной мощности дымного и бездымного пороха;
- сделать больше угол между стволом и пистолетной рукоятью, сделав её удобнее для удержания;
- ввести автоматический предохранитель для повышения безопасности стрелка.

Из-за того, что вначале пистолет Люгера восприняли как модификацию этого пистолета, до 1904 года его пистолет в некоторых европейских странах называли пистолетом Борхардта-Люгера.

## В культуре

### В фотографии
- Известна фотография германского колониального деятеля Карла Петерса 1890-х годов, где он изображён с винтовкой и пистолетом в кобуре, по своей форме и рукояти напоминающим пистолет Борхардта.

### В кино
- Пистолет Borchardt C93 в действии можно увидеть в «Планете бурь», научно-фантастическом фильме 1961 года режиссёра Павла Клушанцева. Им вооружён герой Георгия Тейха — американский космонавт Аллан Керн[5].

### В компьютерных играх
- Шутер от первого лица Battlefield 1: под именем «карабин C93» доступен в дополнении «Во имя Царя».
- В играх Red Dead Redemption и Red Dead Redemption 2 под названием «Полуавтоматический пистолет».